# 梅福德穹丘
76°1′S 136°16′W / 76.017°S 136.267°W
梅福德穹丘（英語：Mefford Knoll）是南極洲的穹丘，位於瑪麗伯德地，屬於弗拉德山脈的一部分，根據美國地質調查局的測量和美國海軍的空中照片被繪入地圖，現時由南極條約體系管理。